# Almendrales
Almendrales es un barrio perteneciente al distrito de Usera de Madrid. Limita al norte con Marcelo Usera, al este con el río Manzanares y la vía de la C-5, al sur con las calles Doctor Tolosa Latour, Cristo de la Vega, Parque de Pradolongo, Amor Hermoso y Mamerto López y al oeste con la calle Nicolás Usera.

## Educación

### Colegios de Educación Infantil y Primaria
En el barrio de Almendrales se encuentra el CEIP Ntra. Sra. de la Fuencisla. Este colegio público de educación infantil y primaria.  Desarrolla un programa bilingüe en todos sus cursos.

## Transportes

### Ferrocarril
La estación Doce de Octubre, de la línea C-5, se sitúa al sur del barrio.

### Metro
La única estación que hay en el barrio es la de Almendrales (L3), situada en la Avenida de Córdoba. Sin embargo, muy cerca de los límites del barrio se encuentran también las estaciones de Hospital Doce de Octubre (L3), Legazpi (L3 y L6) y Usera (L6).

### Autobús
El barrio es recorrido por las siguientes líneas de autobuses:
| Línea | Terminales                           |
| ----- | ------------------------------------ |
| 6     | Jacinto Benavente – Orcasitas        |
| 18    | Plaza Mayor – Villaverde Cruce       |
| 22    | Legazpi – Villaverde Alto            |
| 23    | Plaza Mayor – Villaverde Cruce       |
| 47    | Atocha – Carabanchel Alto            |
| 59    | Estación de Atocha – San Cristóbal   |
| 76    | Plaza Beata – Villaverde Alto        |
| 78    | Embajadores – San Fermín             |
| 79    | Legazpi – Villaverde Alto            |
| 81    | Oporto – Hospital 12 de Octubre      |
| 85    | Estación de Atocha – Butarque        |
| 86    | Estación de Atocha – Villaverde Alto |
| 121   | Campamento – Hospital 12 de Octubre  |
| 123   | Legazpi – Butarque                   |
| 247   | Atocha – Colonia San José Obrero     |
| N12   | Cibeles – Butarque                   |
| N13   | Cibeles – San Cristóbal              |
| N14   | Cibeles – Villaverde Alto            |
| N15   | Cibeles – Hospital 12 de Octubre     |

- Datos: Q9604761
- Multimedia: Almendrales neighborhood, Madrid / Q9604761